# Synegia medionubis
Synegia medionubis är en fjärilsart som beskrevs av Louis Beethoven Prout 1925. Synegia medionubis ingår i släktet Synegia och familjen mätare. Inga underarter finns listade i Catalogue of Life.